# Mariusz Bober

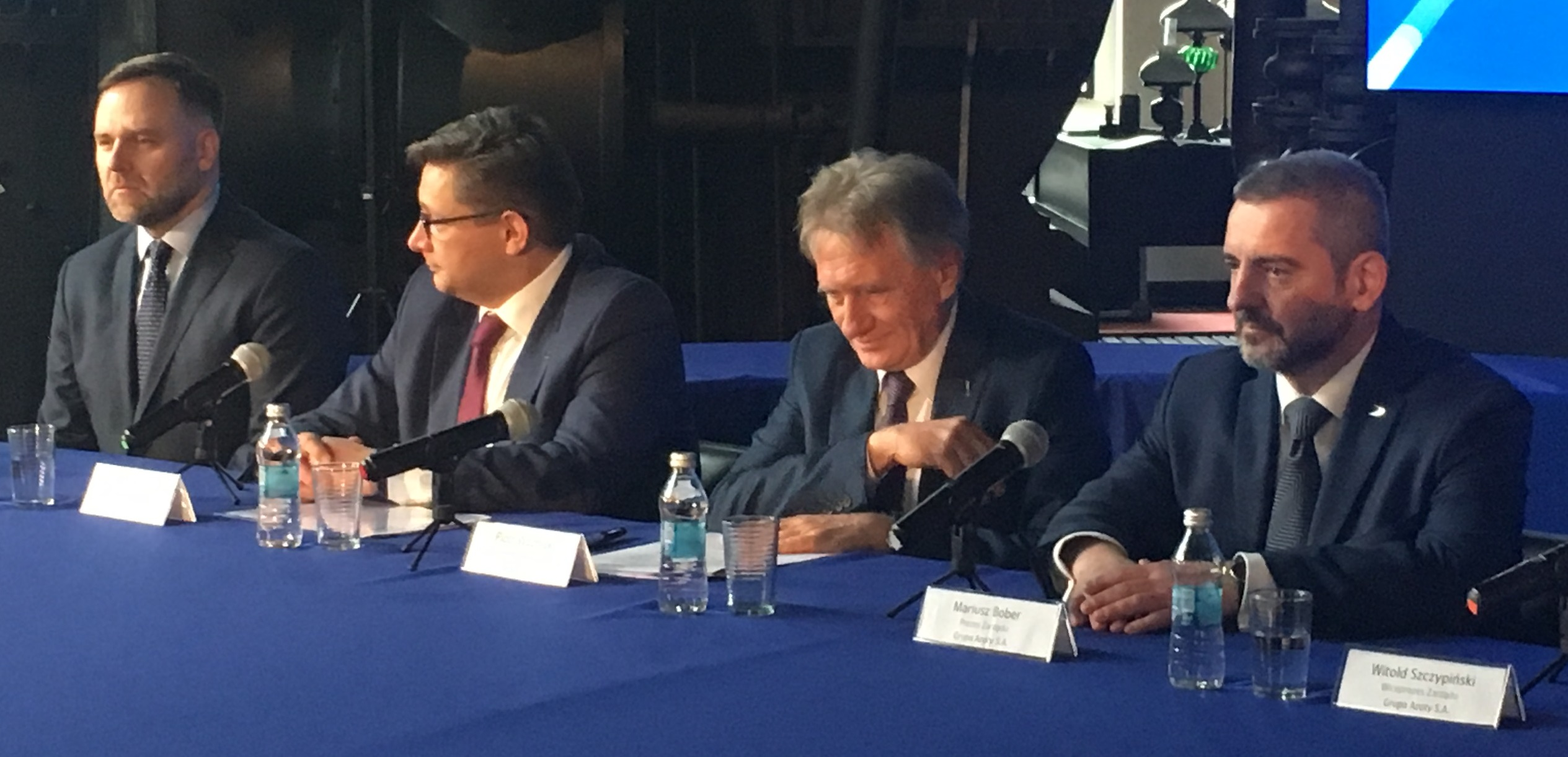
Polskie Górnictwo Naftowe i Gazownictwo SA oraz Grupa Azoty zawarły 13 kwietnia 2016 r. nową umowę na sprzedaż paliwa gazowego.

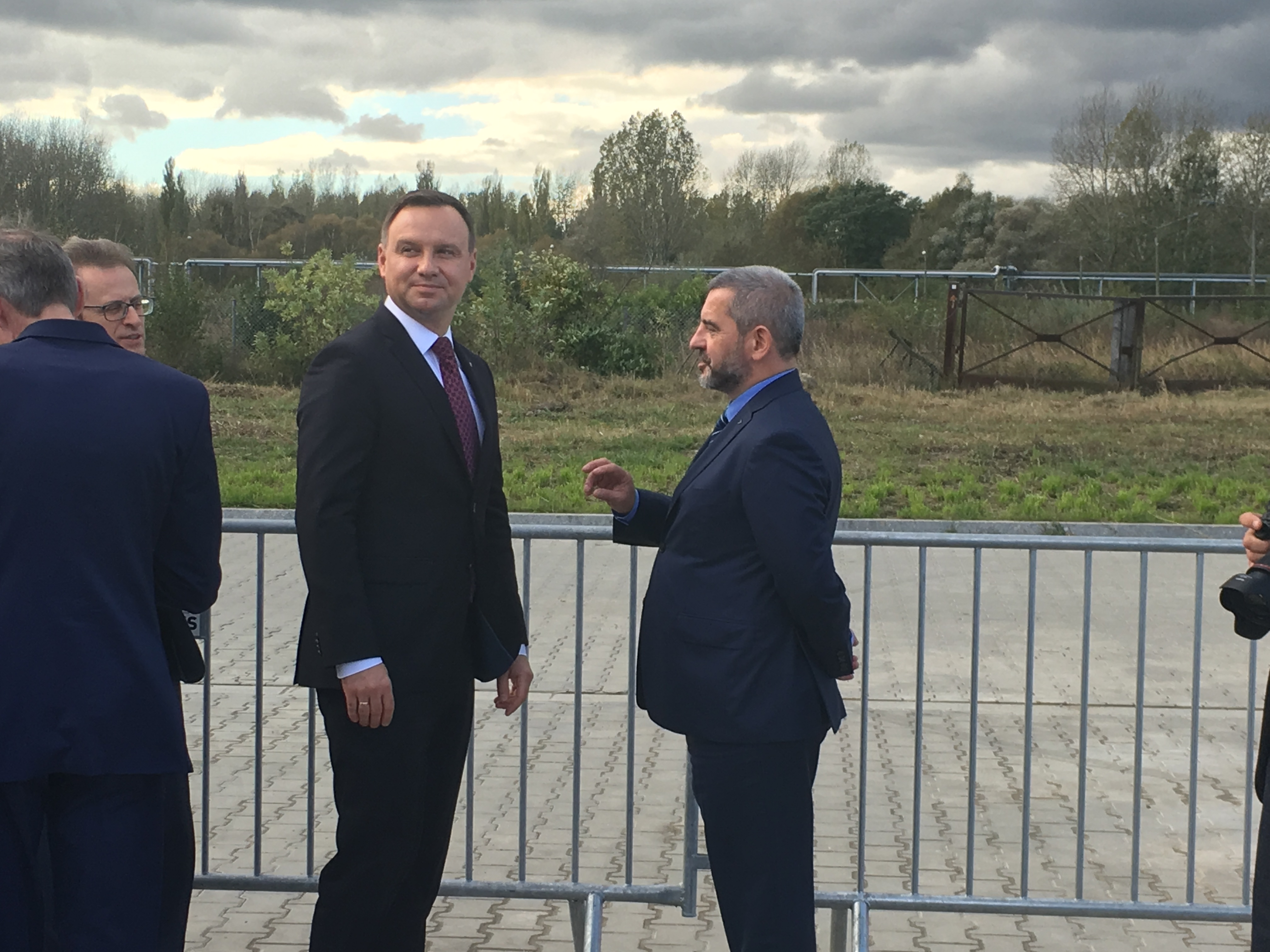
Przemówienie z okazji wmurowania aktu erekcyjnego pod Wytwórnię Nawozów Granulowanych na Bazie Saletry Amonowej w Grupie Azoty "Puławy" SA w dniu 03 czerwca 2016 r.

Mariusz Bober (ur. 7 listopada 1965) – polski menadżer, były prezes zarządu Grupy Azoty, były prezes zarządu Zakładów Azotowych „Puławy” (od 6.04.2016 r. do 17.01.2017 r.)
Ukończył studia ekonomiczne w Szkole Głównej Handlowej w Warszawie.
Posiada ponad 20-letnie doświadczenie w dużych grupach kapitałowych, takich jak KGHM Polska Miedź SA, Grupie Azoty Zakłady Chemiczne „Police” SA oraz w małych i średnich firmach na stanowiskach prezesa, członka zarządu lub dyrektora finansowego.

## Doświadczenie
- 1992–1995 – KGHM Polska Miedź SA w Lubinie, Biuro Zarządu (dyrektor – pełnomocnik ds. inwestycji kapitałowych i nadzoru właścicielskiego/dyrektor Departamentu Finansów i Nadzoru Kapitałowego/naczelnik Zespołu Nadzoru Kapitałowego).
- 1994–1996 – Dolnośląska Spółka Inwestycyjna SA w Lubinie (wiceprezes Zarządu/członek Zarządu)
- 1996 – Polskie Górnictwo Naftowe i Gazownictwo SA w Warszawie (kierownik Działu Restrukturyzacji)
- 1997–1998 – Walcownia Metali „Łabędy” SA w Gliwicach (członek Zarządu – dyrektor ds. Restrukturyzacji)
- 1997–1998 – Przedsiębiorstwo Systemów Komputerowych i Telekomunikacji Cuprum 2000 Sp. z o.o. w Lubinie (członek Zarządu – dyrektor ds. finansowo-ekonomicznych)
- 1998–1999 – Interferie Sp. z o.o. w Lubinie (wiceprezes Zarządu)
- 2001–2002 – Warszawska Fabryka Platerów Hefra SA w Warszawie (wiceprezes Zarządu)
- 2001–2002 – Fundusz Inwestycji Kapitałowych KGHM Metale SA w Lubinie (dyrektor finansowy)
- 2002–2003 – Auto Śląsk sp. z o.o. (prezes Zarządu)
- 2003–2006 – Supra Agrochemia sp. z o.o. (prezes Zarządu)
- 2006–2010 – KGHM Ecoren SA (prezes Zarządu/wiceprezes Zarządu)

W lutym 2016 r. powołany na stanowisko prezesa zarządu Grupy Azoty, gdzie odpowiadał za całościowy nadzór oraz zarządzanie Grupą Kapitałową, był odpowiedzialny za strategię, zarządzanie korporacyjne, w tym nadzór właścicielski, zarządzanie zasobami ludzkimi, komunikację i wizerunek (w tym:public relations i CSR). Został odwołany 16 grudnia 2016, decyzją Rady Nadzorczej, na jego miejsce powołany został Wojciech Wardacki.
Od 5 kwietnia 2016 roku do dnia 12 stycznia 2017 roku pełnił funkcję prezesa Zarządu Zakładów Azotowych „Puławy” z siedzibą w Puławach).
16 marca 2018 r. powołany na stanowisko Prezesa Zarządu KGHM Zanam, w dniu 27 marca 2018 r. złożył rezygnację z zajmowanego stanowiska.
1 kwietnia 2019 r. został powołany na stanowisko dyrektora operacyjnego Towarzystw Biznesowych.

## Działalność społeczna i aktywność międzynarodowa
30 czerwca 2016 r. podczas Zgromadzenia Ogólnego został wybrany członkiem Rady Pracodawców RP na lata 2016–2021.
Pełnił funkcję wiceprezydenta Fertilizers Europe.